# Ilarion Vassiltchikov
Pour les autres membres de la famille, voir famille Vassiltchikov.
Ne pas confondre avec Hilarion Vassiltchikov (†1969)
Le prince Ilarion Vassilievitch Vassiltchikov (en russe : Иларио́н Васи́льевич Васи́льчиков), né en 1777, mort en 1847, est un militaire et homme politique russe qui combattit dans les guerres napoléoniennes. Il fonda à Versailles le régiment des dragons de la Garde impériale le 3 avril 1814, appelé d'abord régiment de chasseurs à cheval. Après la guerre, il fut président du Conseil des ministres de la Russie impériale de 1838 à 1847 et membre du Conseil d'État le 31 octobre 1831.

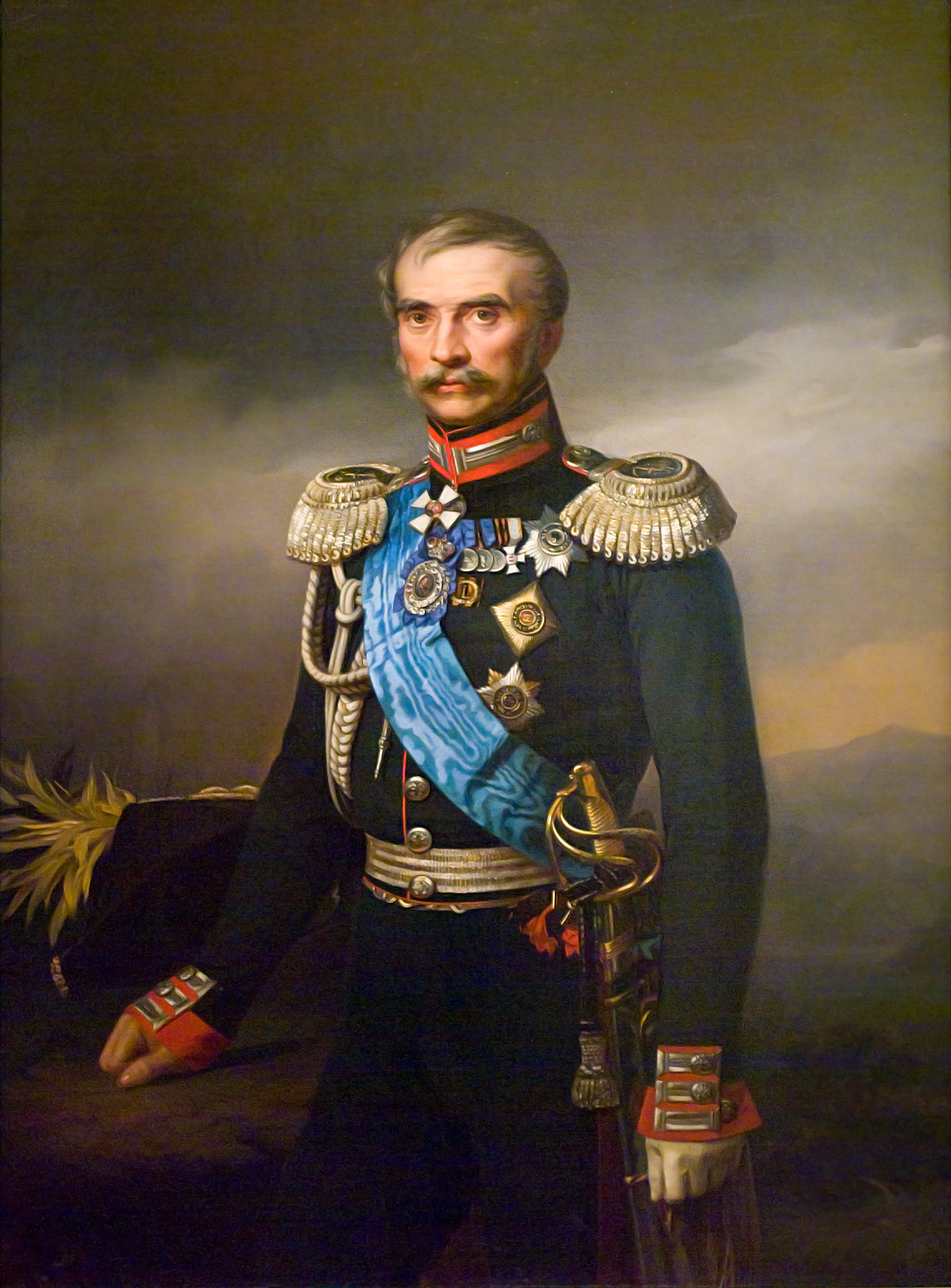
Le prince Ilarion Vassilievich Vassiltchikov